# Archivische Sammlung
Archivische Sammlungen sind Bestände, die von einem Archiv unter inhaltlichen Gesichtspunkten, teilweise ohne Berücksichtigung des Entstehungszusammenhangs zusammengestellt und zur Ergänzung der amtlichen Bestände erworben wurden. Bei Sammlungsgut kann es sich um Einzelstücke oder umfangreichere Bestände handeln, die im Rahmen einer geregelten Übernahme, durch Ankauf, Schenkung, Depositum oder Leihe in das Archiv gelangen.
In der Regel stehen Sammlungen in keinem engen Zusammenhang mit dem vom Archivträger übernommenen Registraturgut, haben aber einen meist starken inhaltlichen Bezug zur Geschichte des Sprengels bzw. des Zuständigkeitsbereiches des Archivs.

## Unterscheidung von Sammlungsgut und Selekten
Sammlungsgut gelangt oft aus fremden Provenienzen, z. B. Vereinen, Privatpersonen oder Parteien, in das zuständige Archiv. Die Qualität und Quantität einer Sammlung hängt vom jeweiligen Dokumentationsprofil und den Sammlungsschwerpunkten des Archivs ab. Da die Sammlungstätigkeit im Regelfall dauerhaft fortgeführt wird, erheben archivische Sammlungen nur selten einen Anspruch auf Vollständigkeit. Während die Übernahme und Erschließung der Unterlagen des Archivträgers die Pflicht und Hauptaufgabe des Archivs ist, stellt das Anlegen von Sammlungen laut Archivgesetz NRW lediglich eine freiwillige Tätigkeit des Archivs für seine Nutzer dar.
Oft werden Sammlungen als wichtiges zusätzliches Hilfsmittel (z. B. umfangreiche spezielle Datensammlungen) für die Archivare und deren Nutzer angelegt und dauerhaft aktualisiert.
Viele archivische Sammlungen sind aus Selekten entstanden, d. h. vor allem Urkunden, Karten und Pläne sowie Fotoaufnahmen  wurden aufgrund ihrer besonderen Lagerungsansprüche (Übergröße, besondere klimatische Ansprüche) aus den Akten entnommen und in einem neuen Bestand zusammengefasst. Durch das Einlegen von Platzhaltern und das Anlegen von Querverweisen in der anschließenden Verzeichnung erfolgt eine Verzahnung mit der ursprünglichen Überlieferung, um die Entstehungszusammenhänge nachvollziehbar darstellen zu können. Durch das Hinzufügen von Unterlagen anderer Provenienzen zu solchen Selekten nahmen diese im Laufe der Zeit einen immer größeren Sammlungscharakter an.

## Beispiele für Sammlungen

### Plakate
Plakate können u. a. Zeugen der politischen Propaganda oder Vorstellungen gestalterischer Grundsätze ihrer Zeit sein und sind daher als Ausstellungsobjekte und für die Öffentlichkeitsarbeit eines Archivs von Interesse. Dennoch ist die Lagerung dieser Sammlungen auf Grund ihrer Größe nicht unkompliziert. Durch das Aufhängen und die schlechte Handhabbarkeit kommen Plakate oft schon leicht beschädigt in das Archiv und sind anfällig für Schäden beim Ausheben durch das Archivpersonal. Daher sind viele Archive in den letzten Jahren dazu übergegangen, diese Sammlungen zu digitalisieren. Plakate gelangen hauptsächlich durch gezieltes Einwerben und freiwillige Abgaben der produzierenden Stellen (z. B. Vereine oder Parteien) in die Archive.
Eine Erschließung der einzelnen Plakate über eine Archivsoftware erleichtert zwar die Benutzung, in vielen Archiven mangelt es dafür jedoch an Personal und Zeit. Daher werden Plakatsammlungen oft nur nach Sachgebieten oder Herausgebern sortiert gelagert.

### Fotos

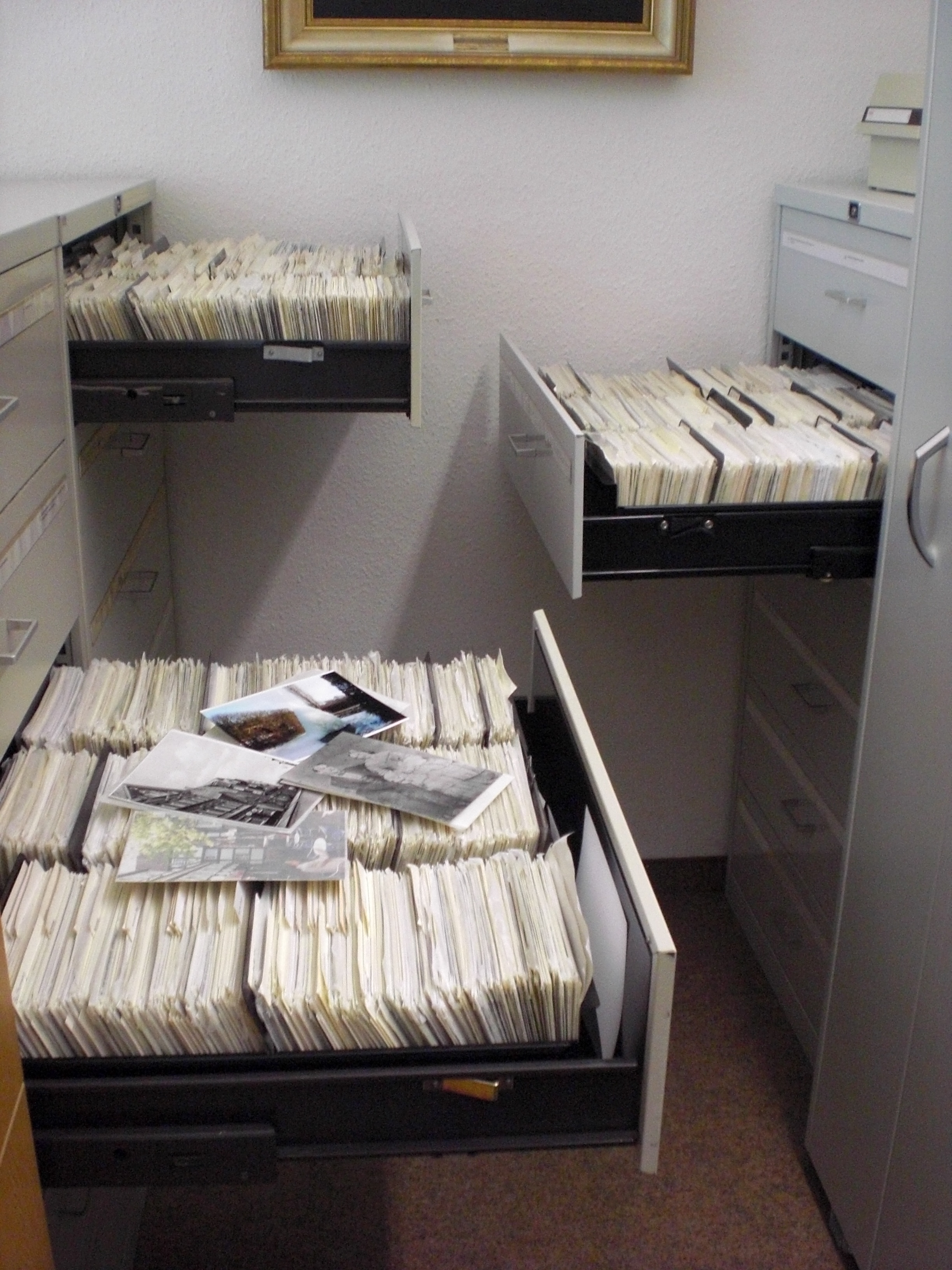
Lagerung der Fotosammlung in Schubladenschränken

Auch Fotos sind beliebte Ausstellungsobjekte und von Archivnutzern viel nachgefragte Zeugnisse der Vergangenheit. Sie gelangen, ähnlich wie Plakate, eher selten aus der Verwaltung in die Archive, sondern sind meist Bestandteile von Nachlässen, vereinzelten Schenkungen oder Anwerbungen.
Bei der Benutzung von Fotos ist auf verschiedene Rechte wie Verwertungs- und Nutzungsrechte, Urheberrechte oder das Recht am eigenen Bild hinzuweisen.
Bei der Lagerung, gerade von Fotos aus den Anfängen der Fotografie, müssen oft Kompromisse zwischen optimalen Klima- und erträglichen Arbeitsbedingungen eingegangen werden.
Die inhaltliche Erschließung und Klassifizierung von Fotobeständen erfolgt in der Regel anhand von Orten, Personen und Ereignissen und wird in den meisten Archiven bereits über eine Archivsoftware durchgeführt.

### Zeitungen
Zeitungssammlungen sind eine einfache, aufbereitete Quelle und stellen den Nutzer vor weniger Leseschwierigkeiten als handschriftliche Notizen, doch muss beim wissenschaftlichen Arbeiten an eine Überprüfung gedacht werden.
In Archiven werden im Normalfall die kompletten Exemplare oder Zeitungsausschnitte gesammelt.
Aufgrund der schlechten Papierqualität von Zeitungen (dünnes Papier, säurehaltig) werden sie in der Regel auf Mikrofichen oder Mikrofilmen verfilmt oder gescannt, um die Originale durch die Benutzung nicht weiter zu schädigen. 

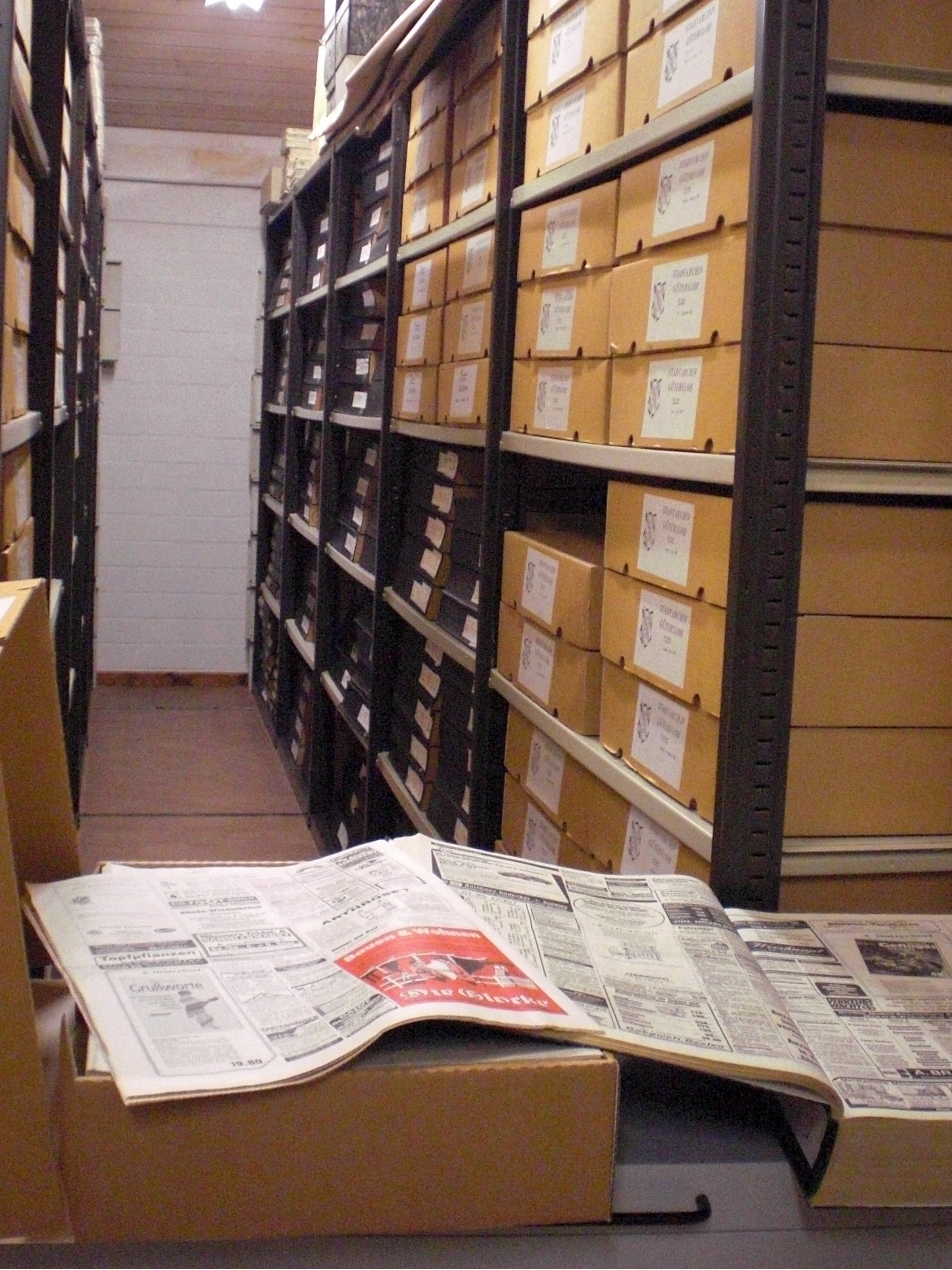
Lagerung von gebundenen Zeitungsbänden, sowie losen Exemplaren in Archivkartons im Magazin

### Nachlässe
In Nachlässen werden die persönlichen Handlungen und Motive des Nachlassers deutlich. Sie bieten dem Benutzer daher einen ganz anderen Forschungsansatz als Verwaltungsakten. Da es sich bei Nachlässen  immer um personenbezogenes Schriftgut handelt, unterliegen sie Schutzfristen und Nutzungsbeschränkungen je nach Vereinbarung mit den Eigentümern.
Gerade Dokumente von einflussreichen und bekannten Persönlichkeiten der Region bzw. des Zuständigkeitsbereiches sind für Archive von Interesse. 
Die Akquise bzw. der Erwerb von Nachlassschriftgut ist eine sehr diffizile Aufgabe, die Menschenkenntnis und Fingerspitzengefühl voraussetzt. Oftmals ist die Übergabe durch den Nachlasser selbst nicht ausdrücklich gewünscht oder vorgesehen; Erben oder Nachkommen ist meist nicht bewusst, dass die hinterlassenen Dokumente eine wesentliche Bereicherung für das vorhandene Archivgut darstellen können. 
Darüber hinaus können privat hinterlassene Dokumente helfen, bestehende Lücken in der Überlieferung des zuständigen Archivs zu schließen (Kriegsfall oder Umweltkatastrophen).
In der Regel wird, wenn vorhanden und erkennbar, die Struktur und die innere Ordnung des Nachlassers bei der Erschließung beibehalten. 
Die Erschließung eines Nachlasses erfolgt im Archivbereich nach den formalen Regeln zur Bestandserschließung.

## Weitere Sammlungen
In Archiven gibt es noch eine Vielzahl weiterer möglicher Sammlungen, z. B. Urkunden- und Kartensammlungen, Drucksachen, Flugblätter, Ton- und Filmaufzeichnungen, Autographen, Orden und Siegel.